# Arteria rectal media
La arteria rectal media es una arteria de la pelvis que se origina como rama intrapélvica de la arteria ilíaca interna y que suministra sangre al recto. Normalmente nace con la arteria vesical inferior.

## Ramas
Presenta ramas rectales y una rama vaginal en la mujer.

## Distribución
Se distribuye hacia la pared posterior de la vejiga urinaria y las vesículas seminales y la próstata en el hombre, y la cara anterior del recto y la pared posterior de la vagina en la mujer.

## Imágenes adicionales

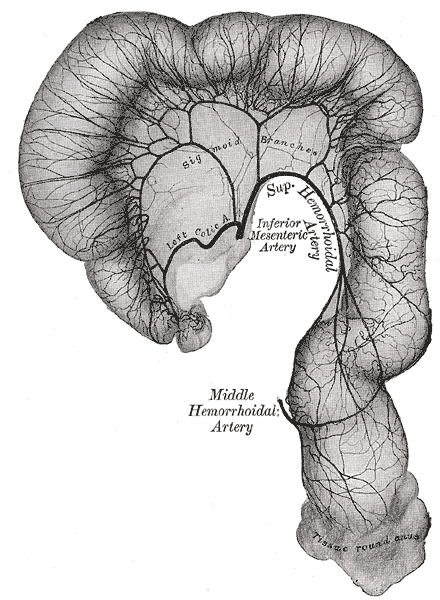
Imagen del colon sigmoideo y el recto, mostrando la distribución de las ramas de la arteria mesentérica inferior y sus anastomosis.
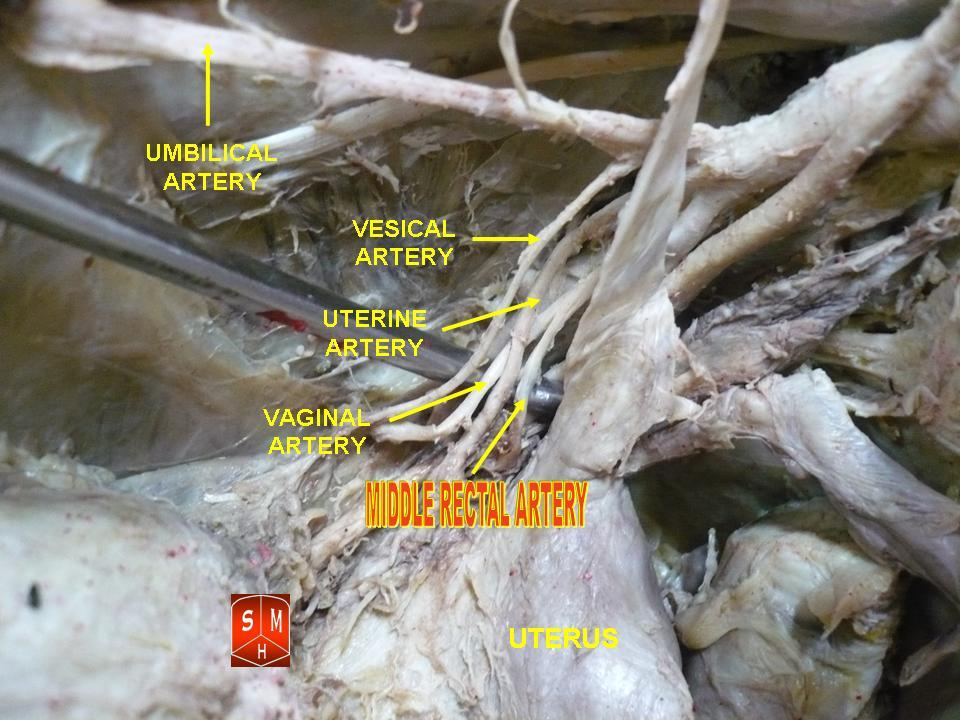
Arteria rectal media en una disección.
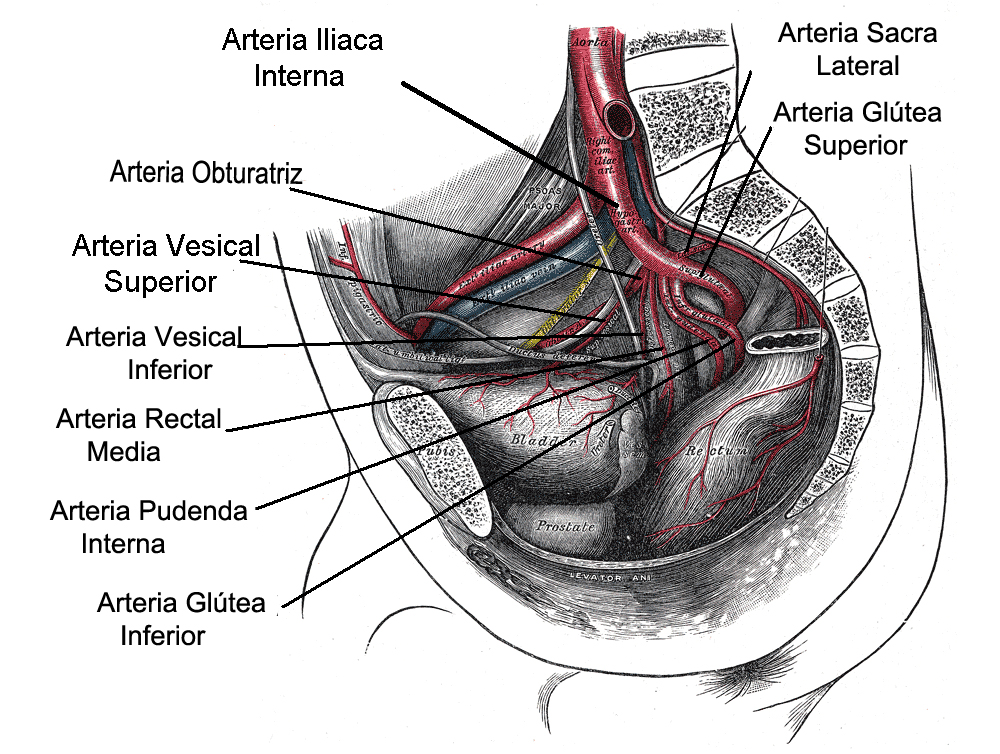
Arteria ilíaca interna y sus ramas, incluyendo la arteria rectal media.